# Under the Blade
Under the Blade är Twisted Sister debutalbum, utgivet i september 1982.
Låten "Under The Blade" var en av sångerna som gav upphov till "Parental Advisory"-märkningen på skivor med för barn olämpliga texter och är en av Filthy Fifteen. Tipper Gore, medgrundare av Parents Music Resource Center, var övertygad om att den handlade om sadomasochism när den egentligen handlade om en persons halsoperation. Vid förhöret i senaten den 19 september 1985 förklarade Dee Snider att låtar oftast tillåter lyssnaren att fantisera och skapa sin egen bild av vad den handlar om och menade att Tipper Gore sökt sadomasochism och funnit det. 
Albumet Under the Blade mixades om och släpptes på nytt 1985.

## Låtlista
Alla låtar är skrivna och komponerade av Dee Snider. 
| 1. | What You Don't Know (Sure Can Hurt You) | 4:45 |
| 2. | Bad Boys (of Rock 'n' Roll)             | 3:20 |
| 3. | Run for Your Life                       | 3:28 |
| 4. | Sin After Sin                           | 3:23 |
| 5. | Shoot 'Em Down                          | 3:53 |

| 6.  | Destroyer                                             | 4:16 |
| 7.  | Under the Blade                                       | 4:40 |
| 8.  | Tear It Loose                                         | 3:08 |
| 9.  | I'll Never Grow Up, Now (1985 Atlantic re-issue only) | 4:27 |
| 10. | Day of the Rocker                                     | 5:03 |

## Medverkande
- Dee Snider – Sång
- Eddie Ojeda – soloitarr, kompgitarr, bakgrundssång
- Jay Jay French – kompgitarr, sologitarr, bakgrundssång
- Mark Mendoza – basgitarr, bakgrundssång
- A.J. Pero – trummor